# Les Cornes d'or
Ne doit pas être confondu avec La Corne d'Or.
Pour plus de détails, voir Fiche technique et Distribution.
Les Cornes d'or (Золотые рога, Zolotye roga) est un film soviétique réalisé par Alexandre Rou, sorti en 1972,.

## Fiche technique
- Photographie : Youri Diakonov, Vladimir Okunev
- Musique : Arkadi Filippenko
- Décors : Arseni Klopotovski